# Wahlhausen
Wahlhausen é um município da Alemanha localizado no distrito de Eichsfeld, estado da Turíngia.  Pertence ao verwaltungsgemeinschaft de Hanstein-Rusteberg.